# Syspira pallida
Syspira pallida är en spindelart som beskrevs av Banks 1904. Syspira pallida ingår i släktet Syspira och familjen sporrspindlar. Inga underarter finns listade i Catalogue of Life.